# Cừu lam lùn
Pseudois shaeferi là một loài động vật có vú trong họ Bovidae, bộ Artiodactyla. Loài này được Haltenorth mô tả năm 1963.

## Hình ảnh

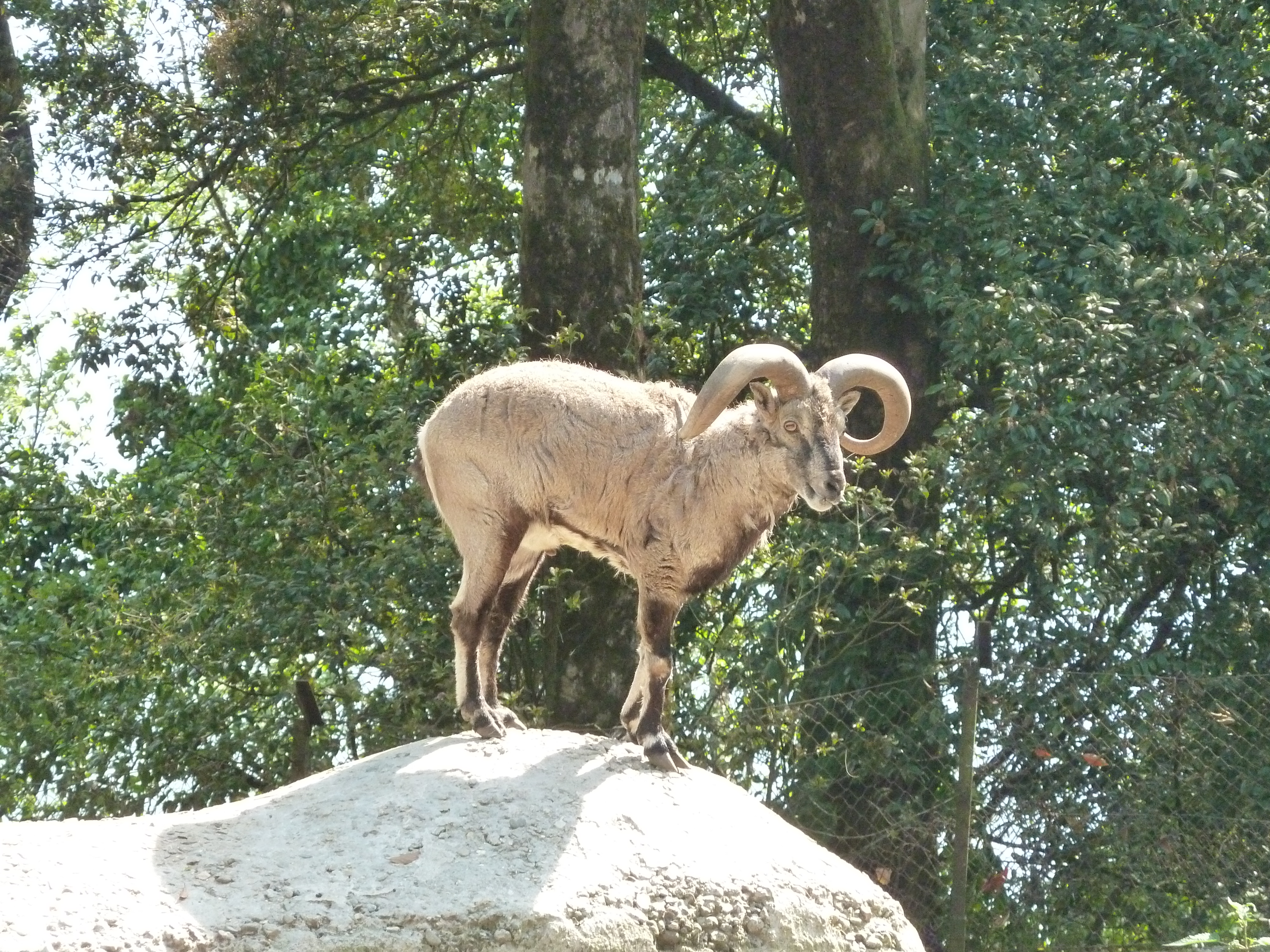